# Universal Studios Singapore
Universal Studios Singapore est un parc d'attractions situé sur l'île de Sentosa à Singapour ouvert le 18 mars 2010,.

## Le parc
Universal Studios Singapore se veut un mélange des parcs Universal's Islands of Adventure et Universal Studios Florida. Articulé autour d'un lac central, le parc est composé de sept zones distinctes. Il contient depuis son inauguration 25 attractions dont 19 exclusives

### Hollywood
Hollywood est la zone d'entrée d'Universal Studios Singapore. Après avoir pénétré dans le parc via l'Entrance Plaza, le visiteur déambule à travers une reproduction couverte du célèbre Hollywood Boulevard. Cette zone est principalement un ensemble de boutiques et restaurants, mais contient tout de même une salle de spectacle, équipée pour accueillir les plus grands shows de Broadway.
Attraction :
- Pantages Hollywood Theater

Boutiques :
- The Brown Derby
- Superstar Candies
- Silver Screen Collectibles
- Universal Studios Store
- Star Characters
- That's a Wrap

Restaurants/Snacks :
- Mel's Drive-In
- Hollywood China Bistro
- Celebrity Café & Bakery

### New York

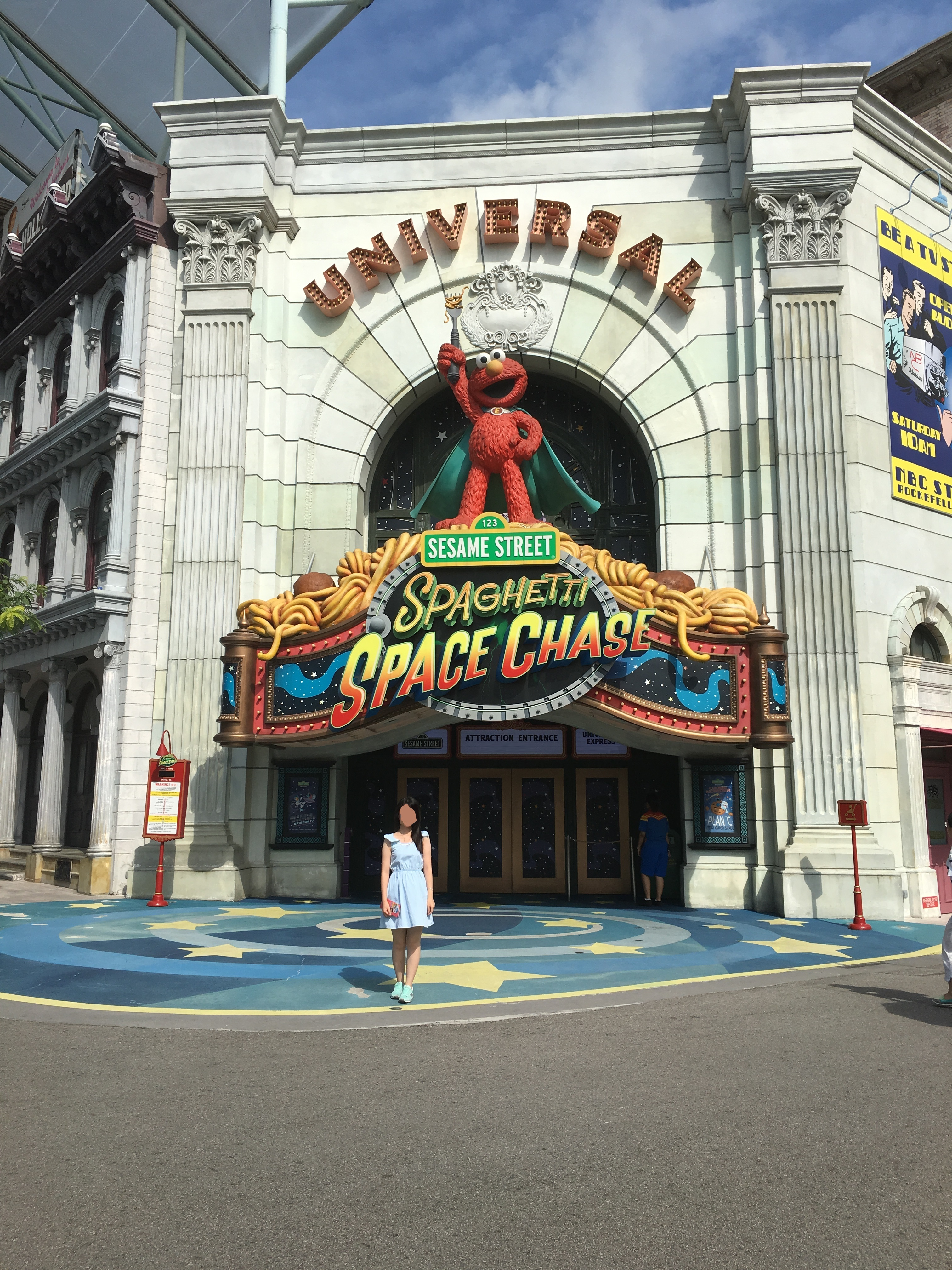
Sesame Street Spaghetti Space Chase

Située au nord-est de la zone Hollywood, New York est une reproduction d'un « Set » de rue représentant New York. Tout comme sa voisine Hollywood, cette zone est couverte.
Attractions :
- Lights! Camera! Action! Hosted by Steven Spielberg
- Sesame Street Spaghetti Space Chase

Restaurants/Snacks :
- KT's Grill
- Loui's NY Pizza Parlor

### Sci Fi City

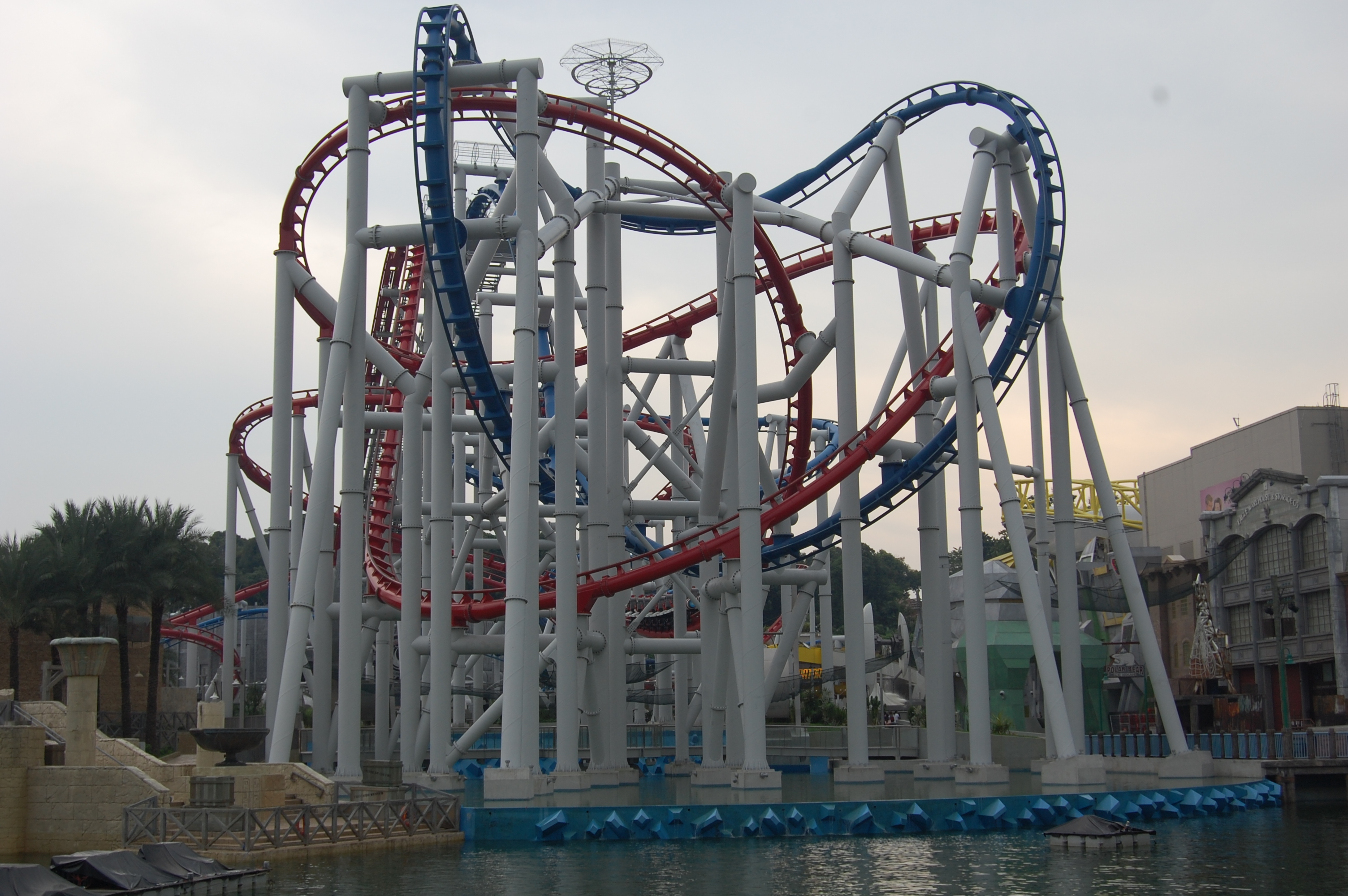
Le duel de montagnes russes Battlestar Galactica.

Sci Fi City est située au nord de la zone New York. Traversée par les doubles montagnes-russes Battlestar Galactica, Sci Fi City représente une cité futuriste. La partie sud de la zone, bordant New York est couverte.
Attractions :
- Battlestar Galactica: Cylon
- Battlestar Galactica: Human
- Accelerator
- Transformers: The Ride (2011)

Boutiques :
- Galactica PX

### Ancient Egypt

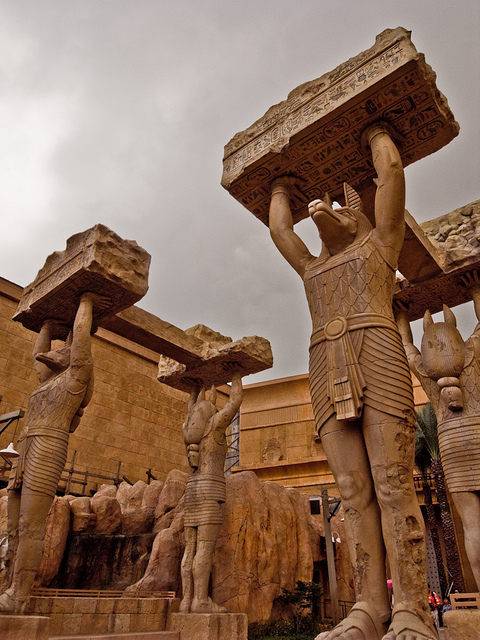
Statues de la zone Ancient Egypt

Attractions :
- Revenge of the Mummy
- Treasure Hunters

Boutiques :
- Carter's Curiosities

Restaurants/Snacks :
- Oasis Spice Café

### Lost World
Attractions :
- Waterworld: A Live Sea War Spectacular
- Amber Rock Climb
- Dino-Soarin
- Jurassic Park Rapids Adventure
- Canopy Flyer

Boutiques :
- Jurassic Outfitters
- The Dino-Store

Restaurants/Snacks :
- Fossil Fuels
- Discovery Food Court

### Far Far Away

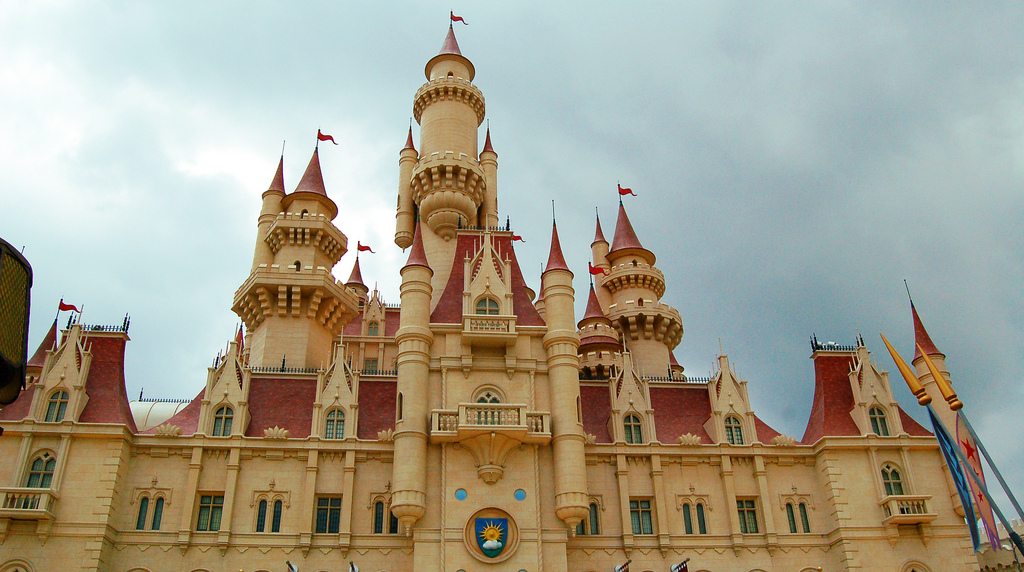
Le château de Far Far Away.

Attractions :
- Donkey Live
- Magic Potion Spin
- Shrek 4-D
- Enchanted Airways
- Puss in Boots' Giant Journey (2015)

Boutiques :
- Fairy Godmother's Potion Shop

Restaurants/Snacks :
- Friar's
- Goldilocks

### Madagascar

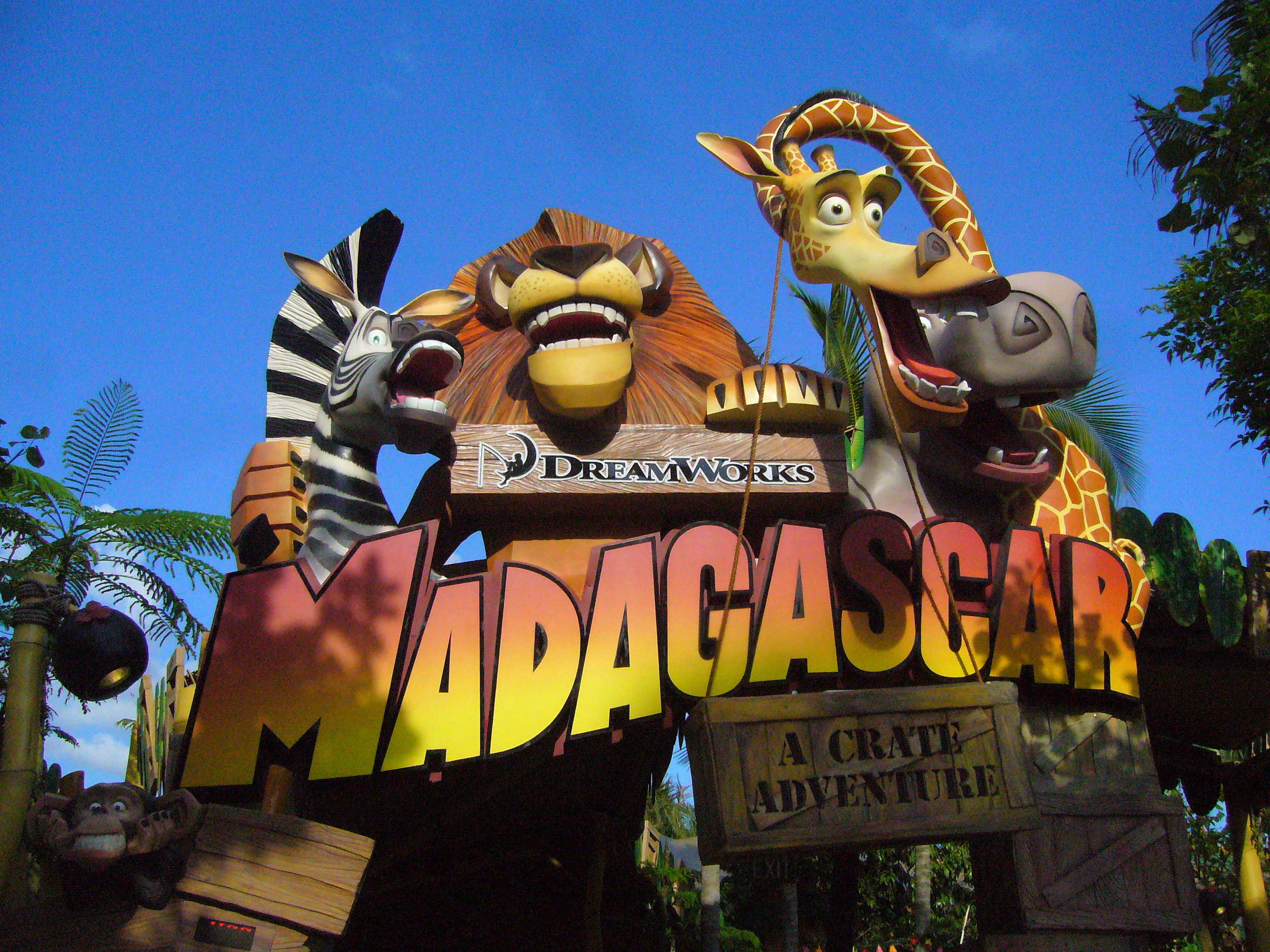
Entrée de l'attraction A Crate Adventure

Attractions :
- King Julien's Beach Party-GO-Round
- Madagascar: A Crate Adventure

Boutiques :
- Penguin Mercantile

Restaurants/Snacks :
- Marty's Casa Del Wild
- Gloria's Snack Shack